# Galium undulatum
Galium undulatum är en måreväxtart som beskrevs av Christian Puff. Galium undulatum ingår i släktet måror, och familjen måreväxter. Inga underarter finns listade i Catalogue of Life.